# 葉醇
葉醇是一種醇類的有機化合物，學名為順-3-己烯醇，是一種無色的油狀液體，易揮發，且具有剛從草地割下了的草和葉子的氣味，有時會呈微黄色液体。葉醇是大多數植物引誘捕食性昆蟲的誘餌。葉醇是用於在水果和蔬菜的口味和香水中的一個非常重要的香料，每年需求量約30噸。與它相關的酯類或酯類衍生物，也是重要的香料原料。

## 合成
5,6-二氢-2-甲基-2H-吡喃或3-己炔-1-醇在钯催化下加氢，可以得到葉醇。

## 外部連結
- Pheromone database
- Molecule of the Month: Hexenal （页面存档备份，存于）